# Apogon albimaculosus
 Apogon albimaculosus és una espècie de peix de la família dels apogònids i de l'ordre dels perciformes.

## Morfologia
Els mascles poden assolir els cm de longitud total.

## Distribució geogràfica
Es troba al nord-oest d'Austràlia i a Papua Nova Guinea.